# Tiriri
Exu Tiriri é uma falange de exus da Umbanda e da Quimbanda.[carece de fontes?]
É um dos exus considerados "cabeça de legião", sendo membro da serventia direta de Yori.